# Incarcha argentilinea
Incarcha argentilinea är en fjärilsart som beskrevs av Druce 1910. Incarcha argentilinea ingår i släktet Incarcha och familjen mott. Inga underarter finns listade i Catalogue of Life.